# Tlalocan (revista)
Tlalocan es una revista del Instituto de Investigaciones Filológicas de la Universidad Nacional Autónoma de México que se especializa en documentar fuentes y textos de tradición oral en lenguas indígenas de México, de Guatemala y del suroeste de Estados Unidos.

## Historia
La revista se comenzó a publicar en 1943 de forma física. Fue fundada por Robert Barlow y George T. Smisor, dos estudiosos de las culturas latinoamericanas que no tenían una afiliación académica fija, pero contaban con el apoyo de investigadores del ámbito antropolígico. El primer número apareció en Sacramento, California, como The House of Tlaloc en cuatro pequeños tirajes que se publicaron entre 1943 y 1944. Esa fue la última vez que se publicó en Estados Unidos, pues después los investigadores fijaron su domicilio en Azcapotzalco, Ciudad de México.
A partir del segundo número, en 1945, el Instituto Nacional de Antropología e Historia apoyó la publicación hasta 1948 , comprando buena parte de los ejemplares. En el volumen III participó el Museo de Historia de San Jacinto. Robert Barlow falleció en 1951, con lo que Fernando Horcasitas asumió el cardo de editor junto con Ignacio Bernal. En esta época la revista se editó de forma casi independiente, con un poco de apoyo del INAH y otras personas como Doris Heyden y Carolina Czitrom.
Ignacio Bernal renunció en la edición VII de la revista, y Horcasitas, miembro del Instituto de Investigaciones Antropológicas de la UNAM solicitó el apoyo de Miguel León-Portilla, con lo cual se sumó el Instituto de Investigaciones Históricas. En esta época la revista se comenzó a publicar en un solo número y no en cuatro como anteriormente sucedía.
Horcasitas y León-Portilla editaron la revista hasta 1980, fecha en que se publicó el volumen VIII, por lo que para el volumen IX se invitó como coeditora a Karen Dakin del Instituto de Investigaciones Filológicas, por lo que este último instituto se sumó a la coedición junto con el de investigaciones históricas. Ambos institutos coeditaron la revista de 1981 a 1992, pero a partir de la creación del Seminario de Lenguas Indígenas del Instituto de Filología, León-Portilla decidió cederle toda la responsabilidad, quedando Karen Dakin como directora.

## Impacto
Según la Matriz de Información para el Análisis de Revistas (MIAR), Tlalocan está indexada en dos bases de datos multidisciplinares, Academic Search Premier y Fuente Académica Plus; en dos bases de datos especializadas, Anthropological Literature y MLA - Modern Language Association Database; y en el catálogo de Latindex.

## Características
La revista se publica de forma anual, con un tiraje de 1000 ejemplares. Tiene una dimensión de 17 x 23 cm y 214 páginas.